# 小禄御殿
小禄御殿（おろくうどぅん）は、尚真王の長男・尚維衡、浦添王子朝満を元祖とする琉球王族。第二尚氏の分家。琉球王国末期に小禄間切（現・那覇市小禄）の按司地頭を務めた琉球王国の大名。
1世朝満は王世子であったが、異母の讒言により廃嫡された。本来は第二尚氏の嫡流であるが、分家の地位を余儀なくされた悲劇の家柄である。しかし、その後小禄御殿とその門中からは、国王（尚寧王）1人、摂政4人、三司官14人を輩出するなどして、琉球屈指の名門として活躍した。

## 系譜
- 1世・尚維衡・浦添王子朝満
- 2世・尚弘業・浦添王子朝喬
- 3世・尚懿王（与那城王子朝賢）
- （4世）・尚寧王（朝賢長男）
- 4世・尚宏・大具志頭王子朝盛（朝賢次男）
- 5世・尚林・具志頭王子朝誠
- 6世・向擇善・具志頭按司朝智
- 7世・向世勳・具志頭按司朝弥
- 8世・向天爵・具志頭按司朝騎
- 9世・向廷極・具志頭按司朝良（朝騎長男）
- 9世・向廷尉・具志頭按司朝憲（朝騎四男）
- 10世・向光・具志頭按司朝經（朝良長男）
- 10世・尚容・宜野湾王子朝祥（尚穆王四男。朝憲の養子となる）
- 11世・向世昌・小禄按司朝恒（美里御殿一世・美里王子朝規の長男。朝祥の養子となる）
- 12世・向承芳・小禄按司朝睦（一門の譜久山里之子親雲上朝顯の長男。朝恒の養子となる）
- 13世・向鴻章・小禄朝亮